# Dekanat rogoziński
Dekanat rogoziński – jeden z 30 dekanatów archidiecezji gnieźnieńskiej, włączony do archidiecezji gnieźnieńskiej w marcu 2004, wcześniej należał do archidiecezji poznańskiej. 

## Organizacja
Najstarszą z parafii dekanatu rogozińskiego, jest parafia pw. św. Wita w Rogoźnie – fundowana według tradycji jeszcze w X wieku przez Mieszka I i Dobrawę. Funkcję dziekana pełni od 2012 roku ksiądz prałat Jarosław Zimny, proboszcz parafii pw. Świętego Wita w Rogoźnie a wicedziekana ksiądz Tomasz Kubiak, proboszcz potulicki.
W skład dekanatu wchodzi 7 parafii:
- Parafia św. Jakuba Apostoła w Budziszewku
- Parafia Najświętszej Maryi Panny Królowej Świata i św. Małgorzaty w Parkowie
- Parafia św. Katarzyny w Potulicach
- Parafia św. Stanisława Biskupa w Pruścach
- Parafia Ducha Świętego w Rogoźnie
- Parafia św. Wita w Rogoźnie
- Parafia Wniebowzięcia Najświętszej Maryi Panny w Słomowie

Dziekani rogozińscy:
- 1894–1924 - ks. Wiktor Mędlewski
- 1926–1939 - ks. Konrad Klemens Pomorski
- 1990–1997 - ks. dr Wojciech Murkowski
- 1997–2001 - ks. kan. Edmund Ławniczak
- 2001–2005 - ks. Jan KasztelanKościół w Parkowie
- 2005–2007 - ks. Zbigniew Szyk

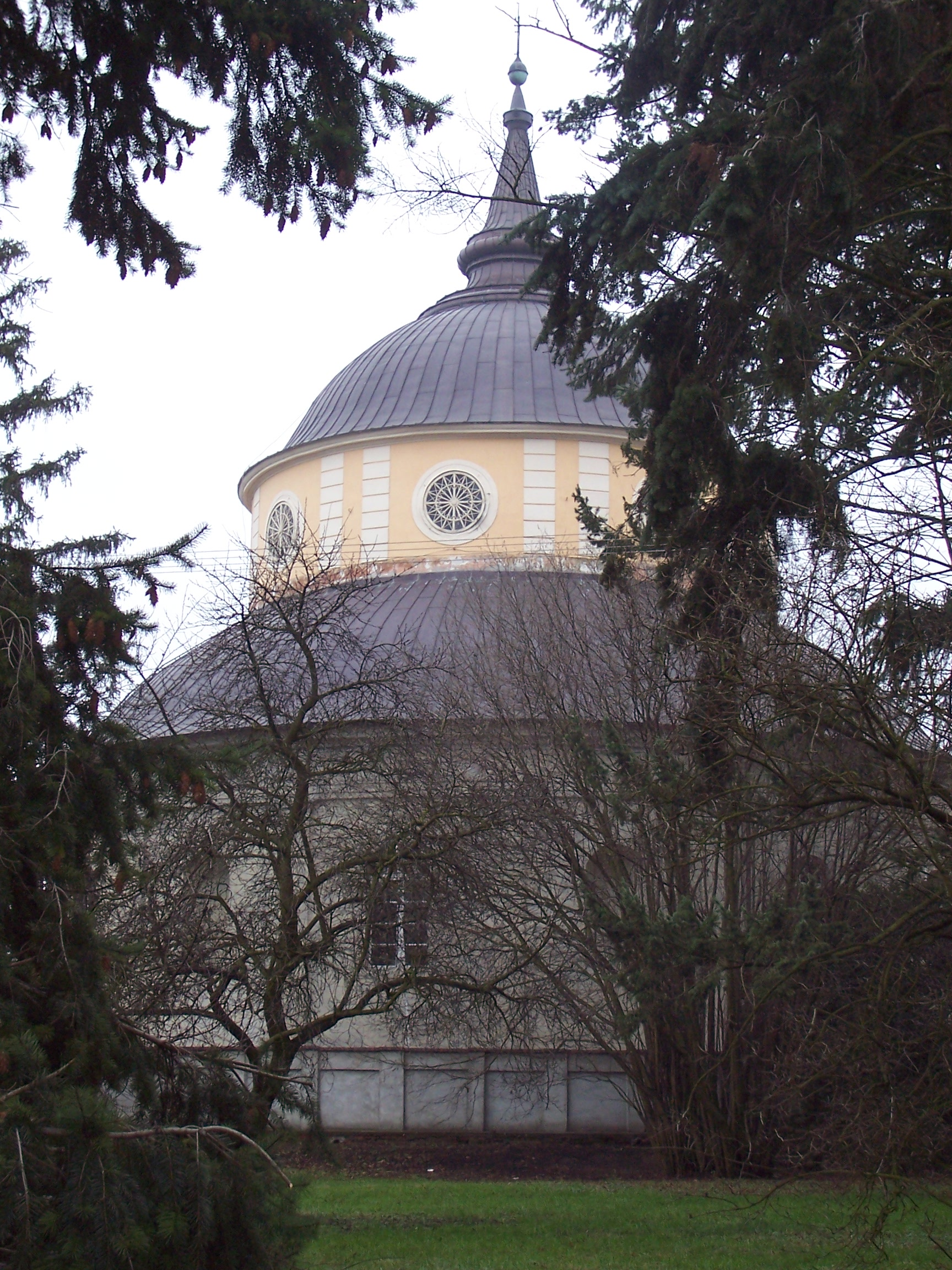
Kościół w Parkowie

- 2007–2012 - ks. kan. Eugeniusz Śliwa
- od 2012 - ks. prałat Jarosław Zimny